# Emil Mazuw
Emil Mazuw(Essen, 21 september 1900 - Karlsruhe, 11 december 1987) was een Duitse officier en Landeshauptmann van de provincie Pommeren van 1940 tot 1945. Hij was ook een SS-Obergruppenführer (luitenant-generaal) en generaal in de politie en de Waffen-SS. Mazuw was ook de HSSPF Ostsee van 1938 tot 1945 en parlementslid voor de NSDAP in de Rijksdag.

## Leven[2]
Emil Mazuw werd op 21 september 1900 in Essen geboren. Hij was de zoon van een fabrieksarbeider. Mazuw ging naar de basisschool, en volgde daarna van 1915 tot 1918 een opleiding tot slotenmaker.

### Eerste Wereldoorlog
In april 1918 nam Mazuw als Kriegsfreiwilliger dienst in de Kaiserliche Marine. Hij nam in de Kaiserliche Marine deel aan de Eerste Wereldoorlog. De Hochseeflotte werd tot zinken gebracht bij Scapa Flow. Hierdoor werd hij aan het einde van de oorlog, in Groot-Brittannië geïnterneerd. Hij was van 21 juni 1919 tot maart 1920 krijgsgevangene. Tot juni 1921 was hij een manschap van de Reichsmarine, en werkte tot 1925 als slotenmaker en machinebouwer. Daarna was hij werkloos, en werkte aansluitend als vrachtwagenchauffeur in Coburg, waar sinds 1931 Franz Schwede (de latere gouwleider van Pommeren) de 1e burgemeester was. Mazuw trouwde in 1932, en uit dit huwelijk kwamen drie kinderen voort.

### Carrière NSDAP en Schutzstaffel
Op 1 maart 1928 werd Mazuw lid van de NSDAP en de SA, en stapte op 7 juni 1930 naar de Schutzstaffel over. Van november 1930 tot februari 1932 voerde hij de SS-Sturm 63 „Coburg“ aan, en van september 1932 tot november 1933 de SS-Standarte 41 „Oberfranken“. In de eindfase van de Weimarrepubliek, werd hij twee keer veroordeeld tot het betalen van een geldboete. In april 1931 werd hij door het kantongerecht Coburg wegens schade aan eigendommen veroordeeld tot het betalen van 20 RM, en in oktober 1932 tot het betalen van 100 RM, wegens onopzettelijk veroorzaken van kleinere lichamelijke letsels. In 1930 zou Mazuw naar verluidt in een conflict met een politiek tegenstanders een botbreuk opgelopen hebben tijdens de verkiezingsstrijd.
Na de overname van de macht door de nationaalsocialisten, werd Mazuw eind januari 1933 volledig SS-Führer. In maart 1933 droeg de stad van Coburg Emil Mazuw de stedelijk noodpolitie over die uit 55 SS-leden bestond. Als onderdeel van de vervolging van politieke tegenstanders en Joden voerde hij de verhoren uit in het regimentskantoor van het stadhuis, waar de gevangenen werden mishandeld tot ze bewusteloos waren.
Van november 1933 tot het begin van september 1934, was Mazuw leider van de SS-Abschnitt XXVIII in Regensburg. In november 1933 stelde de koning Ferdinand van Bulgarije, wonende in Coburg sinds zijn troonsafstand in 1918, Mazuw "een Mercedes-wagen ter beschikking […],  om hem het bereizen van zijn omvangrijk werkgebied te verlichten."
Nadat Franz Schwede in juli 1934 door Adolf Hitler tot gouwleider van Pommeren benoemd was, ging Mazuw naar Pommeren. In september 1934 werd Mazuw in Stettin leider van de SS-Abschnitts XIII. In april 1936 nam hij de SS-Oberabschnitt Nord over en van augustus 1938 tot begin mei 1945 was hij HSSPF „Ostsee“ met zijn hoofdkwartier in Stettin. Hierbij werkte Emil Mazuw als SS-Obergruppenführer en generaal in de politie (SS-Obergruppenführer und General der Polizei), ook als rechter in het SS- en politiegerecht XXIV Stettin. Vanaf 29 maart 1936 was Mazuw voor kieskring 6 Pommern, parlementslid in de Rijksdag.
Na de invasie van Polen door nazi-Duitsland, was Mazuw op voordracht van Himmler, Himmlers vertegenwoordiger voor het "ontruimen" van gezondheids- en zorginstellingen in Pommeren. Op initiatief van de Pommerse gouwleider Franz Schwede moesten de patiënten naar de aangrenzende Poolse gebieden gebracht worden. In de herfst van 1939, werden er 1400 patiënten door de SS doodgeschoten, en nog eens 1000 patiënten werden in het voorjaar van 1940 in de gaswagen vermoord. Vanaf het begin van 1939 tot september 1941 daalde het aantal bedden in de provinciale gezondheids- en zorginstellingen van 7600 naar 2800. Een deel van de "ontruimde" instellingen werd door de SS gebruikt. In april 1940 werd Mazuw tot minister-president (Landeshauptmann) van een deelstaat (Pommeren) benoemd.
In zijn functie als SS-Obergruppenführer nam hij deel aan de Gruppenführer-congres op 4 oktober 1943 in Poznań, waar Heinrich Himmler de eerste toespraak in Poznań hield.

### Kritiek van Himmler
Mazuw werd als HSSPF Ostsee verweten door Himmler dat hij in december 1944 een gebrek aan activiteiten vertoonde: 'Als ik de Höhere SS- und Polizeiführer "Ostsee" als doorgiftebureau voor klachten of als schrijfinstellingen had gezien, had ik me wel in die zin uitgelaten en had ik in plaats van een SS-Obergruppenführer en generaal een secretaris en klerk aangenomen. U doet er goed aan in de toekomst uw plicht beter te vervullen. Bovendien bent u de vertegenwoordiger van de SS en niet de vertegenwoordiger van de lokale burgemeesters en partij-instanties tegenover de SS. Vergeet dat alstublieft niet.'

### Einde van de oorlog
Op 9 mei 1945 werd hij wegens zijn lidmaatschap van de SS geïnterneerd. En op 6 april 1948 werd hij voor de Spruchkammerverfahren van het Spruchgerichts Benefeld-Bomlitz, die in de Britse bezettingszone in Duitsland lag, in het kader van de denazificering tot 8 jaar veroordeeld. Op 29 januari 1951 begon zijn proces in het Landgericht van Coburg. Tezamen met Franz Schwede en tien andere voormalige leden van de SS werd hij beschuldigd van de gebeurtenissen van maart 1933. Op 7 april 1951 werd Emil Mazuw "substantieel schuldig" bevonden en veroordeeld tot acht jaar en zes maanden gevangenisstraf voor 62 maal mishandeling tijdens zijn ambt, en voor 2 maal poging tot dwang. Op 19 december 1951 volgden verschillende gratieverzoeken na het decreet van kwijtschelding van de Beierse minister van Justitie op 4 december 1951, waarna een voortijdige vrijlating uit bewaring volgde. De gevangenisstraf zou tot 25 november 1953 hebben geduurd.
Later werkte Mazuw als werknemer in Eßlingen. Hij overleed in december 1987 in Karlsruhe.

### Citaat[19][20]
- „Sonderbehandlung war mit ‚liquidieren‘ gleichzusetzen. Ich habe auch keine Aufklärung über diesen Begriff in Neu-Sandez meinen Untergebenen geben brauchen. Er war allgemein bekannt […].“
- „Speciale behandeling was gelijk aan ‚liquideren'. Ik hoefde ook geen enkele uitleg over deze term in Neu-Sandez aan mijn ondergeschikten te geven. Het was algemeen bekend […].“

## Carrière
Wittmann bekleedde verschillende rangen in zowel de Allgemeine-SS als Waffen-SS. De volgende tabel laat zien dat de bevorderingen niet synchroon liepen.
| Datum                          | Kaiserliche Marine                             | Sturmabteilung | Allgemeine-SS        | Heer                      | Polizei                       | Waffen-SS                              |
| ------------------------------ | ---------------------------------------------- | -------------- | -------------------- | ------------------------- | ----------------------------- | -------------------------------------- |
| 4 april 1918                   | Heizer (Machinistenanwärter)                   | —              | —                    | —                         | —                             | —                                      |
| 1919                           | Obermaschinistenanwärter (Maschinen-Gefreiter) | —              | —                    | —                         | —                             | —                                      |
| 1920                           | Machinistenmaat                                | —              | —                    | —                         | —                             | —                                      |
| 21 april 1928                  | —                                              | SA-Mann        | —                    | —                         | —                             | —                                      |
| 1929                           | —                                              | SA-Truppführer | —                    | —                         | —                             | —                                      |
| 10 juni 1930                   | —                                              | —              | SS-Anwärter          | —                         | —                             | —                                      |
| 10 juni 1930                   | —                                              | —              | SS-Truppführer       | —                         | —                             | —                                      |
| 18 november 1930               | —                                              | —              | SS-Sturmführer       | —                         | —                             | —                                      |
| 4 februari 1932                | —                                              | —              | SS-Sturmhauptführer  | —                         | —                             | —                                      |
| 11 april 1932                  | —                                              | —              | SS-Sturmbannführer   | —                         | —                             | —                                      |
| 30 januari 1933                | —                                              | —              | SS-Standartenführer  | —                         | —                             | —                                      |
| 20 maart 1934                  | —                                              | —              | SS-Oberführer        | —                         | —                             | —                                      |
| 30 januari 1936                | —                                              | —              | SS-Brigadeführer     | —                         | —                             | —                                      |
| Juni 1936                      | —                                              | —              | —                    | Vizefeldwebel der Reserve | —                             | —                                      |
| 13 september 1936              | —                                              | —              | SS-Gruppenführer     | —                         | —                             | —                                      |
| Mei 1937                       | —                                              | —              | —                    | Feldwebel der Reserve     | —                             | —                                      |
| 1 januari 1938 - 12 april 1937 | —                                              | —              | —                    | Leutnant der Reserve      | —                             | —                                      |
| 6 juni 1940                    | —                                              | —              | —                    | —                         | —                             | SS-Hauptsturmführer der Reserve (W-SS) |
| 15 april 1941                  | —                                              | —              | —                    | —                         | Generalleutnant in de politie | —                                      |
| 20 april 1942                  | —                                              | —              | SS-Obergruppenführer | —                         | —                             | —                                      |
| 20 april 1942                  | —                                              | —              | —                    | —                         | Generaal in de politie        | —                                      |
| 20 juni 1944 - 1 juli 1944     | —                                              | —              | —                    | —                         | —                             | Generaal in de Waffen-SS               |

## Lidmaatschapsnummers
- NSDAP-nr.: 85 231[24] (lid geworden 1 maart 1928)[3][18]
- SS-nr.: 2556[24] (lid geworden 7 juni 1930)[2][3][5][18]

## Onderscheidingen
- IJzeren Kruis 1939, 2e Klasse (23 juni[4] 1940[3][5])
- Ehrendegen des Reichsführers-SS[3][25][4]
- SS-Ehrenring[3][25] op 25 december 1933[4]
- Kruis voor Oorlogsverdienste, 1e Klasse (30 januari 1944[4]) en 2e Klasse (27 februari 1943[4]) met Zwaarden[3][5]
- Dienstonderscheiding van de SS[3][4]
- Gouden Ereteken van de NSDAP[3][5] in 1934[4]
- Erekruis voor Frontstrijders in de Wereldoorlog[3][4]
- Duits Ruiterinsigne in brons[3][4]
- Sportinsigne van de SA in goud[5][25][4]